# Cristinel Motoi
Cristinel Răzvan Motoi (ur. 4 maja 1992 roku) – rumuński zapaśnik startujący w stylu klasycznym.
Brązowy medalista akademickich MŚ w 2012. Piąty na Uniwersjadzie w 2013, jako zawodnik West University w Timișoarze.